# Boomfranjemos
Boomfranjemos (Ptilidium pulcherrimum) is een soort mos behorend tot de Ptilidiaceae.

## Determinatie
Boomfranjemos groeit in dichte, vlakke gazons die groen tot roestbruin van kleur zijn. De individuele plantjes worden tot twee centimeter lang, liggen vlak tegen de ondergrond en vertakken zich een- tot tweemaal veervormig. De takken zijn kort, nauwelijks een millimeter breed en dicht bebladerd. De schubvormige bladeren zitten bijna dwars op de stengel en zijn tot driekwart van hun lengte in drie tot vier lancetvormige tot spits-driehoekige lobben verdeeld. De lobben zijn aan de basis ongeveer 6 tot 10 cellen breed en hebben een dicht behaarde rand. Deze haren zijn tot 0,5 millimeter lang en staan in één rij. De onderbladen zijn tweedelig of onverdeeld en hebben ook een behaarde rand. De cellen van het bladmidden zijn rond, 30 tot 35 µm groot, hebben verdikte celhoeken en bevatten talrijke olieachtige lichamen; de cellen van de bladharen zijn rechthoekig.
De soort is dioecisch. Mannelijke planten zijn kleiner en groeien in aparte gazons of gemengd met vrouwelijke planten. Sporofyten komen niet zelden voor. Perianthia zijn cilindrisch tot knoopvormig, aan de bovenkant geplooid en hebben een vernauwde en behaarde mondopening. De sporenkapsels op de lange seta zijn ovaal, de sporen zijn roestbruin, met stipjes en ruw, en 25 tot 27 µm groot.

## Ecologie
Boomfranjemos groeit platgedrukt op de zure schors van bomen, vooral oude berken of eiken, vooral op de zandgronden. Ook in bijv. de Biesbosch en in de Flevopolders is de soort aangetroffen, maar dan vaak op wilgen.

## Verspreiding
Boomfranjemos heeft een circumboreaal verspreidingsgebied. In Europa is het bijzonder wijdverspreid in bergbossen. Hier reiken de vindplaatsen tot in Zuid-Italië en Bulgarije. Buiten Europa komt het voor in Azië en Noord-Amerika.
In Nederland is boomfranjemos zeldzaam. Het staat op de rode lijst in de categorie 'Bedreigd'. Zelden is de soort in grote populaties aanwezig; meestal gaat het maar om een paar vierkante centimeter. Boomfranjemos is pas in 1928 voor het eerst gevonden. De soort vertoonde daarna een snelle toename maar sinds 1980 lijkt er sprake van stabilisatie. Op de Waddeneilanden is de soort nog maar één keer gevonden. Een snelle inspectie van elke oude kromme berk of eik zal af en toe tot nieuwe vondsten leiden.